# Nana dels Peixos II
|  | No s'ha de confondre amb Nana dels Peixos o Nana dels Peixos I. |

Peixos II (Psc II) és una galàxia nana esferoidal situada a la constel·lació dels Peixos descoberta el 2010 en les dades obtingudes per l'Sloan Digital Sky Survey. La galàxia és localitza a una distància d'aproximadament 180 kpc (kiloparsecs) del Sol. És classifica com a galàxia nana esferoïdal (dSph) significant que té una forma allargada amb un radi efectiu d'aproximadament 60 pc i proporció de l'eix d'aproximadament 5:3.
Peixos II és un de les més petites i tènues galàxies satèl·lits de la Via Làctia —la seua lluminositat integrada és aproximadament 10.000 voltes la del Sol (magnitud absoluta d'aproximadament −5), el qual correspon a la lluminositat d'un cúmul globular mitjà.
La població estel·lar de Peixos II consisteix principalment en estrelles moderadament antigues formades fa 10–12 mil milions d'anys. La metal·licitat d'aquestes estrelles velles és baixa, de -2,3 <[Fe/H] <−1,7, cosa que significa que el percentatge de la seva massa que consisteix en "metalls pesants", això és elements químics distints de l'hidrògen i l'heli, no és superior a 1/80 del percentatge corresponent al Sol.
El 2016, els treballs de seguiment de Pegasus III van posar de relleu que tant ell com Peixos II es troben relativament a prop (aproximadament 43 kpc) i comparteixen velocitats radials similars en l'estàndard galàctic del marc de descans (nota: no és el mateix que la LSR). Això suggereix que aquestes dues galàxies satèl·lits poden estar realment associades entre sí, tot i que cal confirmar-ho amb més mesures espectroscòpiques.